# ナクパドン
ナクパドン（Nakpadon）は、イスラエルによって開発され、1990年代に実戦配備された重装甲兵員輸送車（歩兵戦闘車）である。ナクパドン（Nakpadon）は、ヘブライ語でヤマアラシを意味する語である。
開発のベースとなったのは、イギリス製のセンチュリオン戦車（イスラエルでの呼称はショット）から開発したナグマショット装甲兵員輸送車、ナグマホン歩兵戦闘車である。

## 概要

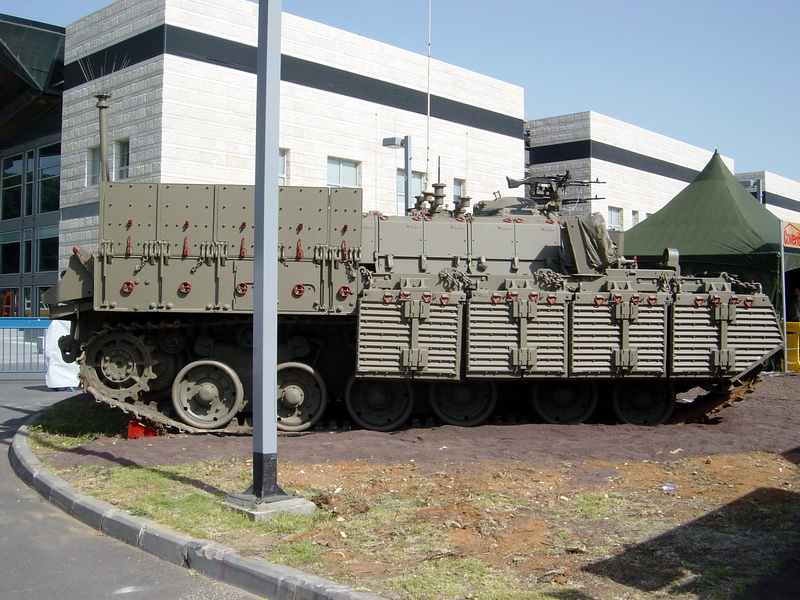
ナクパドンの車体側面。メルカバと同型の鋼鉄製ホイールを装備している。

ナクパドンの兵員室（戦闘室）はナグマショットのそれに比べ、更に防御力が強化されている。兵員室の周囲は第三世代複合装甲および爆発反応装甲で防御され、車体サイドスカートもより厚みのある複合素材に置き換えられている。
10名の兵士が乗車可能で、戦闘重量は55トン以上となっている。このためエンジンはナグマホンのAVDS-1790-2AC（出力750HP）から、 メルカバMk.Iと同じ、出力900HPのAVDS-1790-6Aに変更されている。
武装としては4挺のFN MAG7.62mm機関銃およびソルタム60mm迫撃砲を装備している。また、車体後部にIED起爆妨害用のアンテナが装備されたり、車体前方に昇降口を設けた派生車種も存在する（後述）。
ナクパドンはガザ地区、ヨルダン川西岸地区などにおいて治安維持活動に投入されているが、大部分はレバノン南部での作戦向けにイスラエル北部地域に配備されている。

## 派生型
ナクパドンの車体前方に兵士が昇降可能な通路（出入り口）を設けたナクプーマ(Nakpuma) と呼ばれる派生型が開発されている。ナクプーマは特殊戦闘工兵部隊ヤハロムの要請により開発され、主に同部隊で運用されている。ナクプーマ開発のきっかけは、2004年にヤハロムのトンネル破壊部隊が大量の爆発物をM113装甲兵員輸送車に搭載して作戦を行っていた際に、敵の攻撃を受けM113が爆発し多数の死傷者が出た事である。敵の攻撃の中で大量の爆薬やEODロボットを輸送し、目的のトンネルに運び込む作業にはM113では防御力が不十分で、プーマ戦闘工兵車のような車両上面から昇降する車両は不向きであり、車体後方に昇降通路があるアチザリットも車内の広さが充分でないことがわかった。これを受けてヤハロムは、ナクパドンに昇降ドアを追加した新型車種ナクプーマの開発を申請したのである。ナクプーマには防御力向上のためケージ装甲(スラットアーマー)も追加装備されている。